# لیکنین
لیکنین (به انگلیسی: Lichenin) با فرمول شیمیایی (C۶H۱۰O۵)x یک ترکیب شیمیایی است. که جرم مولی آن متغیر می‌باشد. 